# Ресторан Рубин (Београд)
Ресторан Рубин је један од популарнијих београдских ресторана који се налази у шуми Кошутњак која је под заштитом државе. Ресторан је отворен 1981. године.

## Историјат
Угоститељ Михајло Миша Вукадиновић је још као дечак служио једну богатију породицу у Жупи александравачкој. Након школовања и добијања дипломе угоститеља радио је код чувеног београдског угоститеља Алексија Романића, познатијег по надимку Аца Деветка. Када је довољно испекао занат одлучио је да се осамостали и отвори свој први локал Мали рај на путу за Панчево. Након неколико година, 1981. године је отворио ресторан Рубин у Кошутњаку. Мото Мише Вукадиновића био је да је кафана светиња, а гост - бог како је учио од својих учитеља, од Мике Шиље до Аце Деветке.

## Ресторан данас
Након 40 година од отварања ресторан и даље има исту филозофију као на самом почетку... Како је Миша Вукадиновић говорио, гост треба да буде услужен да буде сит, задовољан, да ти после каже хвала и да те поштује. Ресторан је после Мише водио његов син Војкан, а њега је наследио његов син. Из видиковца ресторана пружа се једна од најлепших панорама у Београду, а поглед се пружа све до Авале.